# Volley Modena
Volley Modena – żeński klub piłki siatkowej z Włoch. Swoją siedzibę miał w Modenie od 1952 do 2005, gdzie został rozwiązany.

## Sukcesy
- Mistrzostwo Włoch:
  -  1999/2000
- Puchar Włoch:
  -  1989/1990, 2001/2002
- Superpuchar Włoch:
  -  2002
- Puchar Challenge:
  -  1986/1987, 2001/2002
- Puchar CEV:
  -  1994/1995, 1995/1996, 1996/1997
- Superpuchar Europy:
  -  1996